# Liga Nacional de Honduras 1979-80
La temporada 1979-1980 de la Liga Nacional de Fútbol de Honduras fue la decimocuarta edición profesional de esta liga. 
El formato del torneo se mantuvo igual que la temporada anterior. C.D. Marathón ganó el título tras derrotar a la UNAH en la final. Ambos equipos se clasificaron para la Copa de Campeones de la Concacaf 1980. Adicionalmente, obtuvieron plazas para la Copa Fraternidad 1980 junto a C.D. Broncos y C.D. Victoria.

## Formato
Los diez participantes disputan el campeonato bajo un sistema de liga, es decir, todos contra todos a visita recíproca, con un criterio de puntuación que otorga:
- 2 puntos por victoria
- 1 punto por empate
- 0 puntos por derrota.

Los primeros cinco lugares clasifican a una pentagonal, donde el campeón se define mediante partidos de ida y vuelta entre el ganador de la fase regular y el ganador de la pentagonal.
En caso de concluir con dos equipos empatados para la clasificación, se procedería a un partido de desempate entre ambos conjuntos. De haber empate en este, se alargaría el juego a la disputa de dos tiempos extras de 15 minutos cada uno, y eventualmente Tiros desde el punto penal, hasta que se produjera un ganador.
El descenso a Segunda División corresponderá al equipo que acumulara la menor cantidad de puntos, y que por ende finalice en el último lugar de la fase regular. Para el descenso, se contempló un partido extra en caso de empate en puntos de uno o más equipos.

## Ascensos y descensos
| Ascendido de la Segunda División 1978-79 |
| ---------------------------------------- |
| Atlético Portuario                       |

| Descendido en la Liga Nacional 1978-79 |
| -------------------------------------- |
| Tiburones                              |

## Equipos participantes
| Equipo             | Sede           |
| ------------------ | -------------- |
| Broncos            | Choluteca      |
| Marathón           | San Pedro Sula |
| Motagua            | Tegucigalpa    |
| Olimpia            | Tegucigalpa    |
| Platense           | Puerto Cortés  |
| Atlético Portuario | Puerto Cortés  |
| Real España        | San Pedro Sula |
| UNAH               | Tegucigalpa    |
| Victoria           | La Ceiba       |
| Vida               | La Ceiba       |

## Fase regular
| Pos. | Equipo             | Pts. | PJ | G  | E  | P  | GF | GC | Dif. |
| ---- | ------------------ | ---- | -- | -- | -- | -- | -- | -- | ---- |
| 1.   | Marathón           | 37   | 27 | 17 | 3  | 7  | 40 | 23 | +17  |
| 2.   | Olimpia            | 33   | 27 | 13 | 7  | 7  | 43 | 36 | +7   |
| 3.   | Broncos            | 30   | 27 | 11 | 8  | 8  | 32 | 27 | +5   |
| 4.   | Victoria           | 27   | 27 | 10 | 7  | 10 | 34 | 30 | +4   |
| 5.   | Motagua            | 27   | 27 | 9  | 9  | 9  | 29 | 29 | 0    |
| 6.   | UNAH               | 27   | 27 | 9  | 9  | 9  | 22 | 22 | 0    |
| 7.   | Platense           | 26   | 27 | 7  | 12 | 8  | 27 | 31 | -4   |
| 8.   | Real España        | 23   | 27 | 7  | 9  | 11 | 28 | 23 | +5   |
| 9.   | Vida               | 21   | 27 | 6  | 9  | 12 | 30 | 38 | -8   |
| 10.  | Atlético Portuario | 19   | 27 | 6  | 7  | 14 | 29 | 55 | -26  |

|  | Clasifica a la pentagonal, a la final y la Copa de Campeones de la Concacaf 1980 |
|  | Clasifica a la pentagonal                                                        |
|  | Partido por la clasificación a la pentagonal                                     |
|  | Desciende a Segunda División                                                     |

Desempate
| 17 de octubre de 1979 | Motagua | 1:2 (t. s.) | UNAH            |  |  |
|                       | Obando  |             | Desconocido/s , |  |  |

## Pentagonal
| Pos. | Equipo   | Pts. | PJ | G | E | P | GF | GC | Dif. |
| ---- | -------- | ---- | -- | - | - | - | -- | -- | ---- |
| 1.   | UNAH     | 12   | 8  | 4 | 4 | 0 | 7  | 3  | +4   |
| 2.   | Victoria | 8    | 8  | 3 | 2 | 3 | 10 | 10 | 0    |
| 3.   | Marathón | 7    | 8  | 3 | 1 | 4 | 12 | 11 | +1   |
| 4.   | Broncos  | 7    | 8  | 2 | 3 | 2 | 8  | 11 | -3   |
| 5.   | Olimpia  | 6    | 8  | 2 | 2 | 4 | 4  | 6  | -2   |

|  | Clasifica a la final, a la Copa Fraternidad 1980 y la Copa de Campeones de la Concacaf 1980 |
|  | Clasifica a la Copa Fraternidad 1980                                                        |

## Final
| 9 de diciembre de 1979 | Marathón | 1:0 | UNAH | Estadio Francisco Morazán, San Pedro Sula |  |
|                        | Bailey   |     |      |                                           |  |

| 16 de diciembre de 1979 | UNAH | 0:1 (Global 0:2) | Marathón | Estadio Nacional, Tegucigalpa |  |
|                         |      |                  | Bailey   |                               |  |

|                            |
| Marathón Campeón 1° título |